# Emanuela Zardo
Emanuela Zardo (Bellinzona, 24 aprile 1970) è un'ex tennista svizzera.

## Carriera
In carriera ha vinto un titolo nel singolare, il Taranto Open nel 1991. Nei tornei del Grande Slam ha ottenuto il suo miglior risultato raggiungendo il quarto turno nel singolare agli Australian Open nel 1994.
In Fed Cup ha disputato un totale di 30 partite, ottenendo 15 vittorie e 15 sconfitte.

## Statistiche

### Singolare

#### Vittorie (1)
| Numero | Anno          | Torneo                | Superficie  | Avversaria in finale | Punteggio |
| 1.     | 5 maggio 1991 | Taranto Open, Taranto | Terra rossa | Petra Ritter         | 7-5, 6-2  |

#### Finali perse (2)
| Numero | Anno              | Torneo                | Superficie  | Avversaria in finale | Punteggio |
| 1.     | 3 maggio 1992     | Taranto Open, Taranto | Terra rossa | Julie Halard         | 0-6, 5-7  |
| 2.     | 20 settembre 1992 | Clarins Open, Parigi  | Terra rossa | Sandra Cecchini      | 2-6, 1-6  |

### Risultati in progressione
| Sigla | Risultato               |
| ----- | ----------------------- |
| V     | Vincitore               |
| F     | Finalista               |
| SF    | Semifinalista           |
| QF    | Quarti di Finale        |
| 4T    | Quarto turno            |
| 3T    | Terzo turno             |
| 2T    | Secondo turno           |
| 1T    | Primo turno             |
| RR    | Round Robin             |
| LQ    | Turno di qualificazione |
| A     | Assente                 |

#### Singolare nei tornei del Grande Slam
| Torneo          | 1990 | 1991 | 1992 | 1993 | 1994 | 1995 |
| --------------- | ---- | ---- | ---- | ---- | ---- | ---- |
| Australian Open | 1T   | 1T   | 1T   | 1T   | 4T   | 1T   |
| Open di Francia | 1T   | 2T   | 2T   | 1T   | 1T   | A    |
| Wimbledon       | A    | 2T   | A    | 1T   | 1T   | A    |
| US Open         | 2T   | 2T   | 2T   | 2T   | 2T   | A    |

#### Doppio nei tornei del Grande Slam
| Torneo          | 1994 |
| --------------- | ---- |
| Australian Open | 1T   |
| Open di Francia | A    |
| Wimbledon       | A    |
| US Open         | A    |

#### Doppio misto nei tornei del Grande Slam
Nessuna partecipazione